# Emil Bösch
Emil Bösch (* 1. Januar 1909 in Gachnang; † 15. Juni 1992 in St. Gallen), reformiert, heimatberechtigt in Wildhaus SG, war ein Schweizer Politiker (FDP/LdU).

## Biografie
Emil Bösch, Sohn des Emil Bösch senior, widmete sich nach abgelegter Matura einem Studium der Rechtswissenschaften an den Universitäten Genf, Paris, Berlin sowie Zürich, das er 1932 mit dem Erwerb des akademischen Grades eines Dr. iur. abschloss. Nachdem Bösch 1934 das Anwaltsexamen abgelegt hatte, erhielt er im gleichen Jahr die Stelle des Amtsschreibers des Bezirks Untertoggenburg in Flawil, 1936 erfolgte seine Wahl zum Bezirksammann, 1948 reichte er seinen Rücktritt ein, im gleichen Jahr eröffnete er eine Anwaltspraxis in St. Gallen.
Der der Freisinnig-Demokratischen Partei beigetretene Bösch vertrat seine Partei von 1941 bis 1945 im St. Galler Grossrat, anschliessend wechselte er zum Landesring der Unabhängigen, 1951 wählte ihn das Volk in den Nationalrat, dem er bis 1963 angehörte. Zusätzlich nahm er von 1957 bis 1967 Einsitz im St. Galler Grossrat. 1945 und 1946 war er als Delegierter des IKRK in Berlin, Kopenhagen und Warschau vertreten. Emil Bösch, der unter dem Pseudonym Nikolaus Boesch auch als Lyriker hervortrat, war mit Alice Dora geborene Thut verheiratet, hatte aber mit der Schriftstellerin Laure Wyss einen ausserehelichen Sohn, Nikolaus. Er verstarb 1992 83-jährig in St. Gallen.

## Publikation
- Zwölf Gedichte, Bodensee-Verlag, Amriswil, 1954